# Alejandro Balde
Alejandro „Álex“ Balde Martínez (* 18. Oktober 2003 in Barcelona) ist ein spanischer Fußballspieler. Der Linksverteidiger spielt seit seiner Kindheit beim FC Barcelona und ist seit November 2022 spanischer Nationalspieler.

## Familie
Balde wurde als Sohn eines Vaters aus Guinea-Bissau und einer Mutter aus der Dominikanischen Republik in Barcelona geboren.

## Karriere

### Verein
Balde begann im Alter von 6 Jahren beim CE Sant Gabriel aus dem nahe von Barcelona gelegenen Sant Adrià de Besòs mit dem Fußballspielen. Nach einem Jahr bei Espanyol Barcelona wechselte er 2011 im Alter von 8 Jahren in die Jugendabteilung des FC Barcelona. Fortan durchlief er in La Masia alle Nachwuchsmannschaften, wobei er stets einen Jahrgang höher zum Einsatz kam. So spielte Baldé in der Saison 2019/20 als B-Junior (U17) mit den A-Junioren (U19) in der UEFA Youth League. In der Saison 2020/21 spielte er im Alter von 16 Jahren erstmals für die zweite Mannschaft in der drittklassigen Segunda División B und kam insgesamt auf 14 Drittligaeinsätze.
Die Vorbereitung auf die Saison 2021/22 absolvierte der 17-Jährige unter Ronald Koeman mit der Profimannschaft. Nach dem Abgang von Júnior Firpo war er hinter Jordi Alba der einzige etatmäßige Linksverteidiger in der Mannschaft. Während der Vorbereitung verlängerte Baldé seinen Vertrag bis zum 30. Juni 2024, der fortan eine Ausstiegsklausel in Höhe von 500 Millionen Euro enthielt. An den ersten beiden Spieltagen saß er ohne Einsatz auf der Bank. Am 14. September 2021 debütierte Baldé bei einer 0:3-Niederlage gegen den FC Bayern München in der Champions League für die Profis, als er in der Schlussphase für Alba eingewechselt wurde. Wenige Tage später, am 20. September 2021 (5. Spieltag) stand er gegen den FC Granada in der Startelf und gab somit sein LaLiga-Debüt. Insgesamt spielte er in jener Saison 2021/22 fünfmal in LaLiga und zweimal in der Königsklasse. Zudem kam er weiterhin noch zu Einsätzen im drittklassig spielenden Zweitteam.

### Nationalmannschaft
Balde durchlief bislang alle Juniorenauswahlen der Spanier von der U16 bis zur Spanien U21. Im November 2022 wurde er von Luis Enrique, ohne zuvor ein Spiel für die spanische Nationalmannschaft bestritten zu haben, anstelle des verletzten José Gayà für die Weltmeisterschaft 2022 in Katar nachnominiert. Im ersten Gruppenspiel wurde er gegen Costa Rica eingewechselt und debütierte somit bei dem 7:0-Sieg bei der WM für das spanische A-Nationalteam. Bei der WM kam Balde in allen vier Spielen, bis zum Ausscheiden im Achtelfinale, zum Einsatz.

## Titel
- Spanischer Meister (2): 2023, 2025
- Spanischer Pokalsieger: 2025
- Spanischer Supercupsieger (2): 2023, 2025